# Tokyos nya stadshus

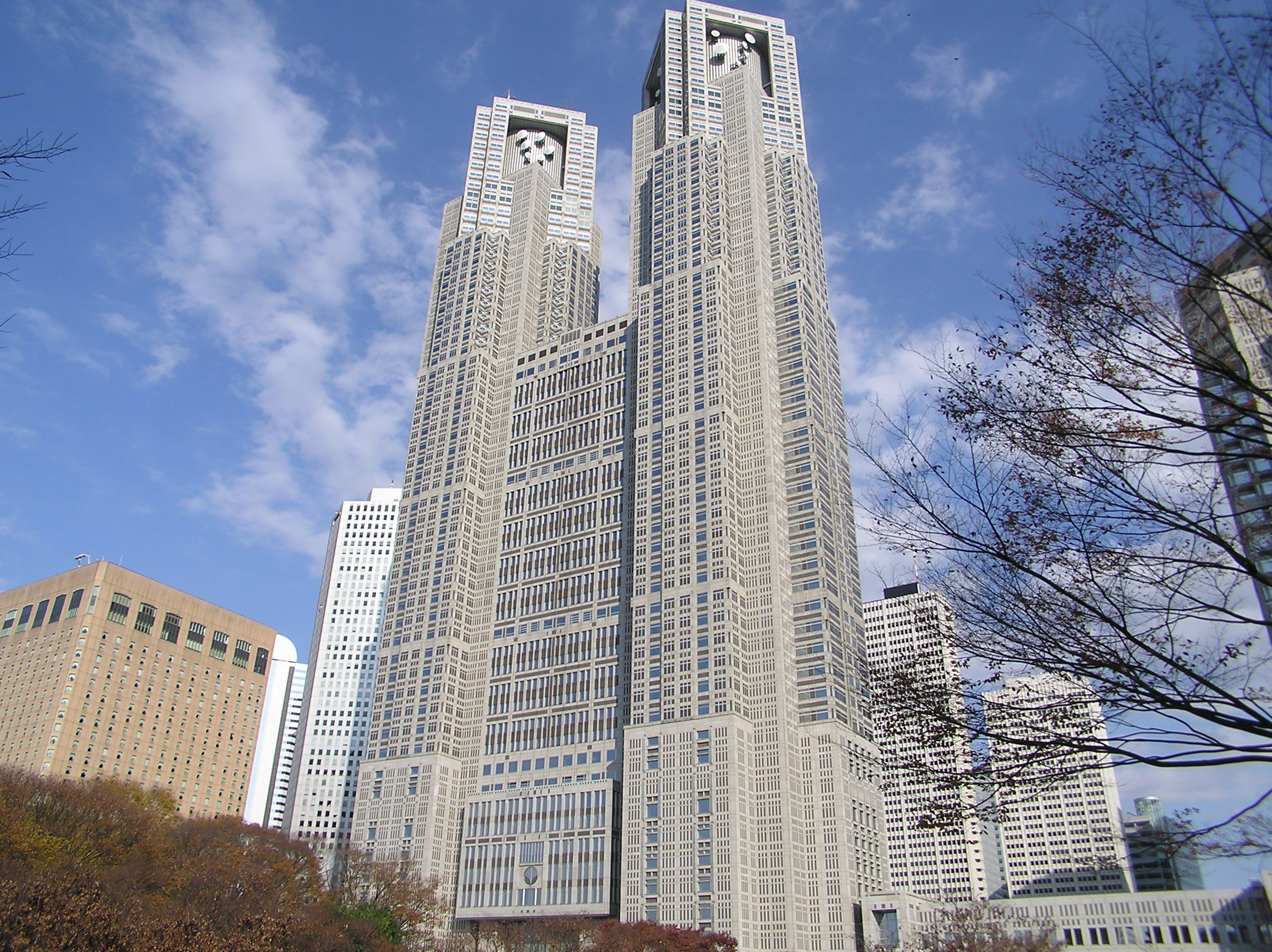
byggnad nr 1

Tokyos nya stadshus, egentligen Tokyo prefekturs regeringsbyggnad (japanska: 東京都庁舎, Tōkyō-to Chōsha eller Tōkyō Tochō-sha, ibland förkortat som Tocho?), är ett byggnadskomplex över tre kvarter i centrala Tokyo, Japan. Det färdigställdes 1991, ritat av arkitekten Kenzo Tange, och hyser den centrala administrationen för Tokyo prefektur samt övriga städer i Stortokyo. Den var med sin höjd på 243 meter den högsta byggnaden i Tokyo fram till 2007.

## Beskrivning
Byggnaderna är belägena i stadsdelskommunen Shinjuku, i höghusområdet Nishi-Shinjuku. Byggnadskoplexet består av tre sammankopplade byggnader (var och en ett kvarter stor) som tillsammans härbärgerar den centrala administrationen för Tokyo prefektur plus övriga städer i Tokyoregionen.[källa behövs]

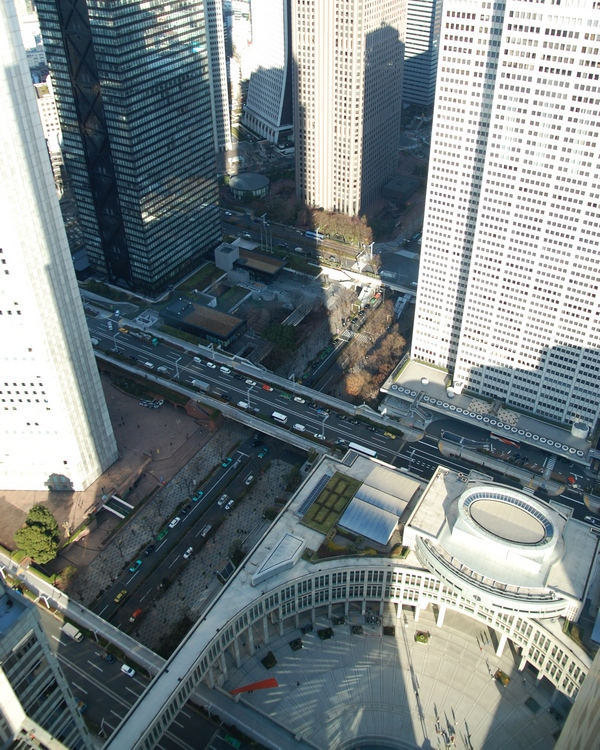
Vy från ett av observationsdäcken. Nere till höger syns den sammankopplade åttavåningsbyggnaden där prefekturens fullmäktige sammanträder.

Den centrala, byggnad nr 1,  är en skyskrapa på 48 våningar (plus tre våningar under jord) som över 33:e våningen delar på sig i två separata torn. Huset är 243 meter högt, räknat upp till taket. Framför den ligger den åtta våningar höga byggnad, Tōkyō-to gikai (東京都議会), där Tokyo-prefekturens fullmäktige sammanträder. Mellan dessa ligger ett torg och på södra sidan byggnad nr 2 på 34 våningar (samt tre under jord).
Byggnad nr 1 har två observationsdäck, en i vardera torn på 45:e våningen (202 meters höjd). Där finns kaféer och presentbutiker, och tillträdet dit är gratis. På taket på det södra tornet finns en helikopterplatta.

## Historik
Komplexet byggdes för att ersätta det dåvarande stadshuset i Yūrakuchō, byggt 1957. Både det tidigare huset och det nya komplexet ritades av arkitekten Kenzo Tange. Det tidigare stadshuset används idag som Tokyos internationella forum (japanska: 東京国際フォーラム, Tōkyō kokusai fōramu?).
Stadshuset färdigställdes december 1990 och invigdes officiellt i början av 1991. Det var vid invigningen – med sin höjd på 243 meter – den högsta byggnaden i Tokyo och den näst högsta byggnadskonstruktionen i regionen – efter Tokyo Tower. Sedan 2006/2007 är det fem meter högre Midtown Tower i innerstadskommunen Minato Tokyos högsta byggnad.
Det nya stadshuset utformades för att ge ett intryck av en massiv uppåtriktade kraft och ritades för att efterlikna ett mikrochip. Detta skulle markera stadens dynamiska växande och framtidsoptimism. Vid tiden för invigningen 1991 hade den ursprungliga kostnadskalkylen dock sprängts med marginal och landat på 157 miljarder yen. Eftersom det hela var skattefinansierat, fick byggnaden av allmänheten snabbt smeknamnet "Skattetornet" (engelska: Tax Tower).

### Nya stadshuset i medier
På grund av den futuristiska siluetten och de två tornen som påminner om en gotisk katedral har byggnaden figurerat flitigt i japanska filmer och tecknade serier. Bland annat har den synts i ett antal animefilmer. I den lilla Shinjuku centralpark väster om stadshuset tältar hemlösa i filmen Tokyo Godfathers.